# Edward Henry Potthast
Edward Henry Potthast (10 de junio de 1857 - 9 de marzo de 1927) fue un pintor impresionista estadounidense. Es conocido sobre todo por sus luminosas pinturas de personas en Central Park y en las playas de Nueva York y Nueva Inglaterra.

## Vida y obra
Edward Henry Potthast nació el 10 de junio de 1857 en Cincinnati, Ohio, hijo de Henry Ignatz Potthast y Bernadine Scheiffers. A partir de 1870 estudió arte en la McMicken School de Cincinnati y en 1873 empezó a trabajar en la Strobridge Lithography Company.
Posteriormente, del 10 de junio de 1879 al 9 de marzo de 1881, Potthast estudió con Thomas Satterwhite Noble, un capitán retirado del ejército confederado que había estudiado con Thomas Couture en París. Potthast estudió más tarde en la Real Academia de Munich con el pintor estadounidense Carl Marr. Después de regresar a Cincinnati en 1885, reanudó sus estudios con Noble. En 1886 partió para París, donde estudió con Fernand Cormon. En 1895 regresó a su país y se instaló en la ciudad de Nueva York donde permaneció hasta su muerte en 1927.
Hasta la edad de treinta y nueve años, Potthast se ganaba la vida como litógrafo. La compra de una de sus pinturas por parte del Museo de Arte de Cincinnati pudo haberlo animado a abandonar la litografía por una carrera de artista. Sus pinturas conservaron los colores tenues y los fuertes contrastes de la escuela de Munich hasta que adoptó la paleta impresionista al final de su carrera.
Después de su llegada a Nueva York, Potthast trabajó como ilustrador de revistas y expuso regularmente en la Academia Nacional de Diseño, la Sociedad de Artistas Estadounidenses y el Club Salmagundi, ganando numerosos premios. En 1908 se instaló en un estudio en el Edificio Gainsborough. A partir de entonces, pintó imágenes luminosas, saturadas de sol de Central Park, paisajes de Nueva Inglaterra y las escenas de playa en Long Island por las que es más recordado.
Sus obras están presentes en muchos museos importantes en los Estados Unidos, incluyendo el Museo de Arte de Orlando, el Museo de Brooklyn, el Museo de Cape Ann, el Museo de Arte de Delaware, el Museo de Arte de la Universidad de Míchigan, el Museo de Arte de Phoenix, el Museo de Arte Nasher, y el Museo de Bellas Artes de Virginia.

## Galería

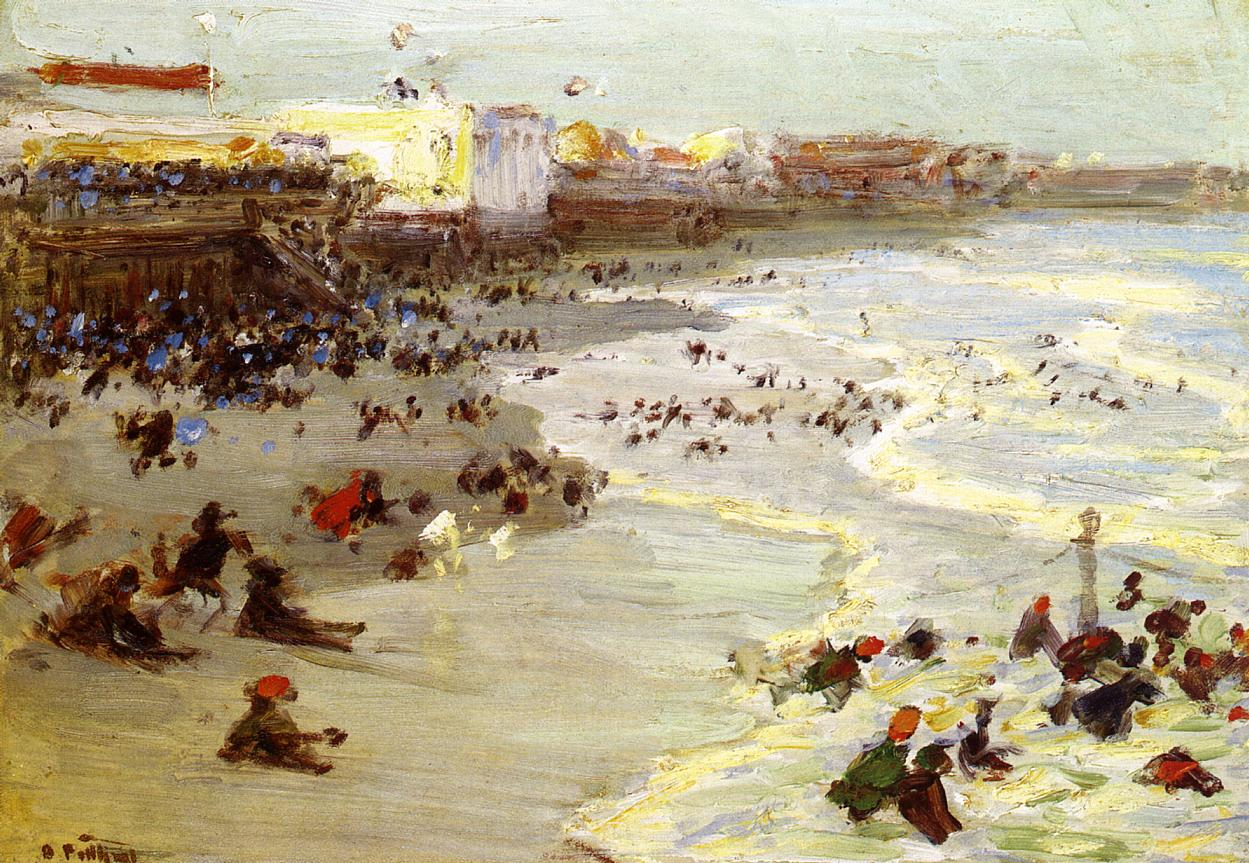
Edward Henry Potthast Coney Island, c. 1914
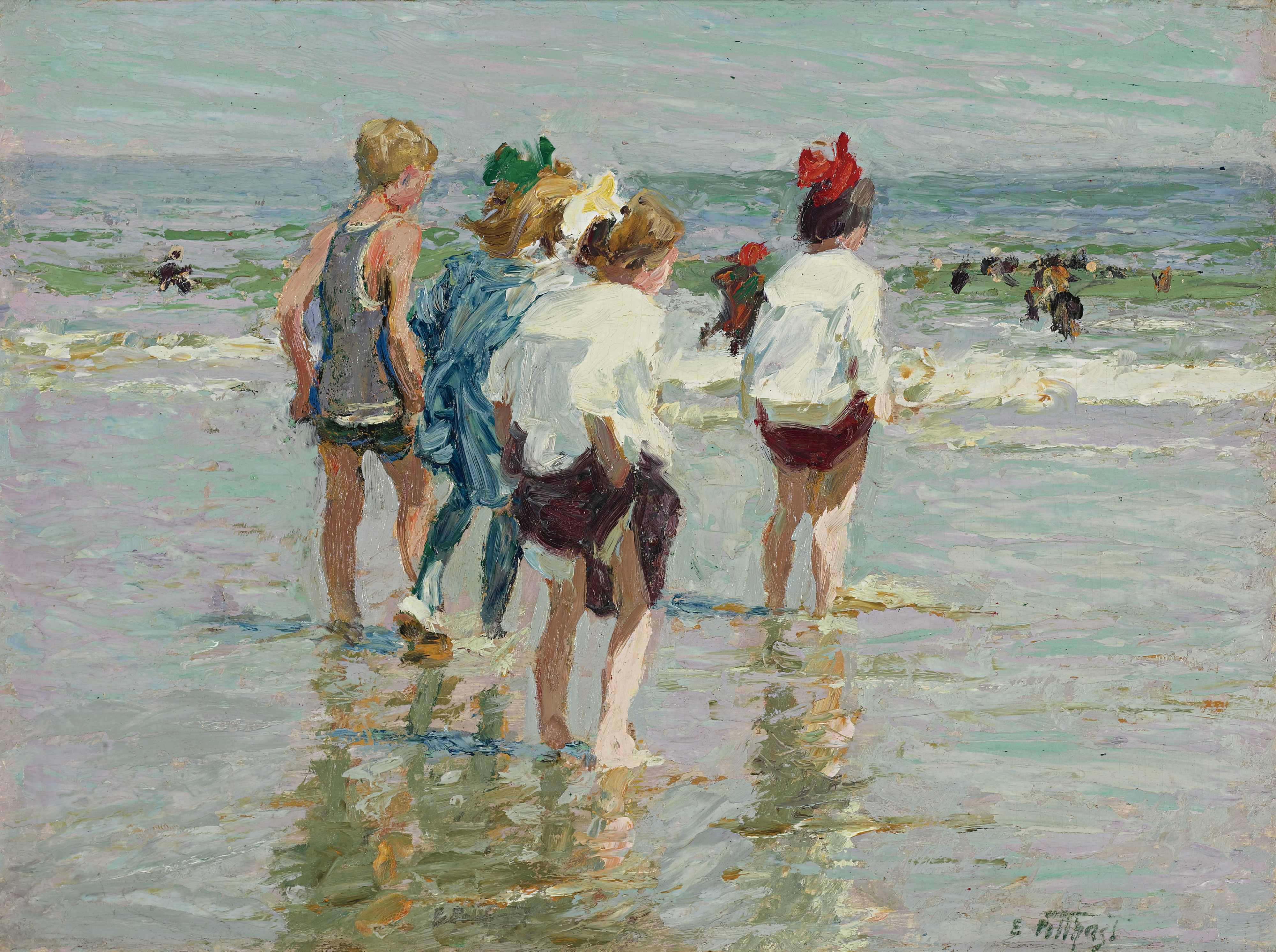
Edward Henry Potthast Día de verano, Brighton Beach
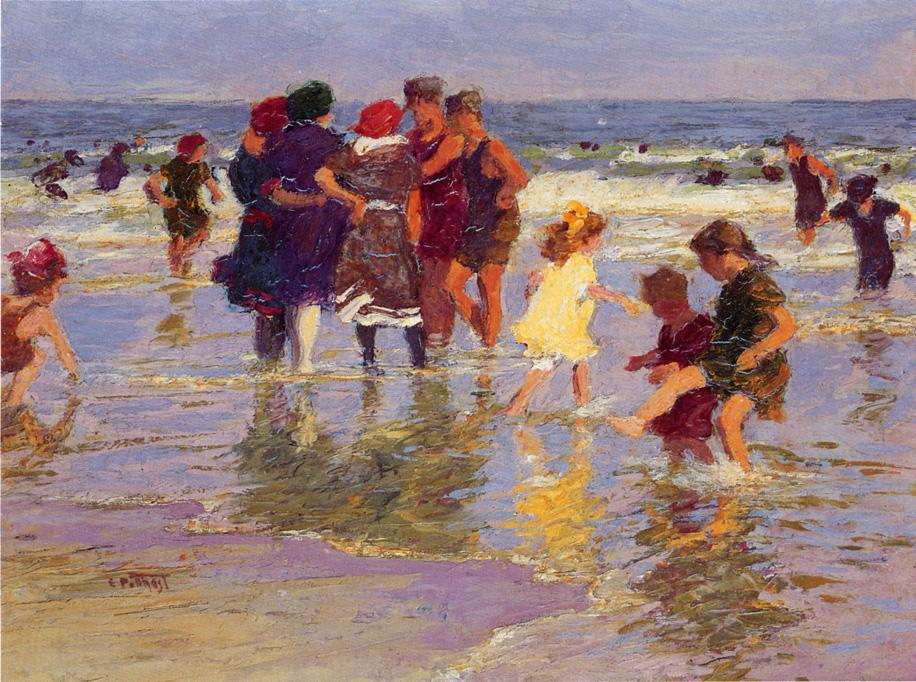
Edward Henry Potthast Un día de julio, óleo, 1914
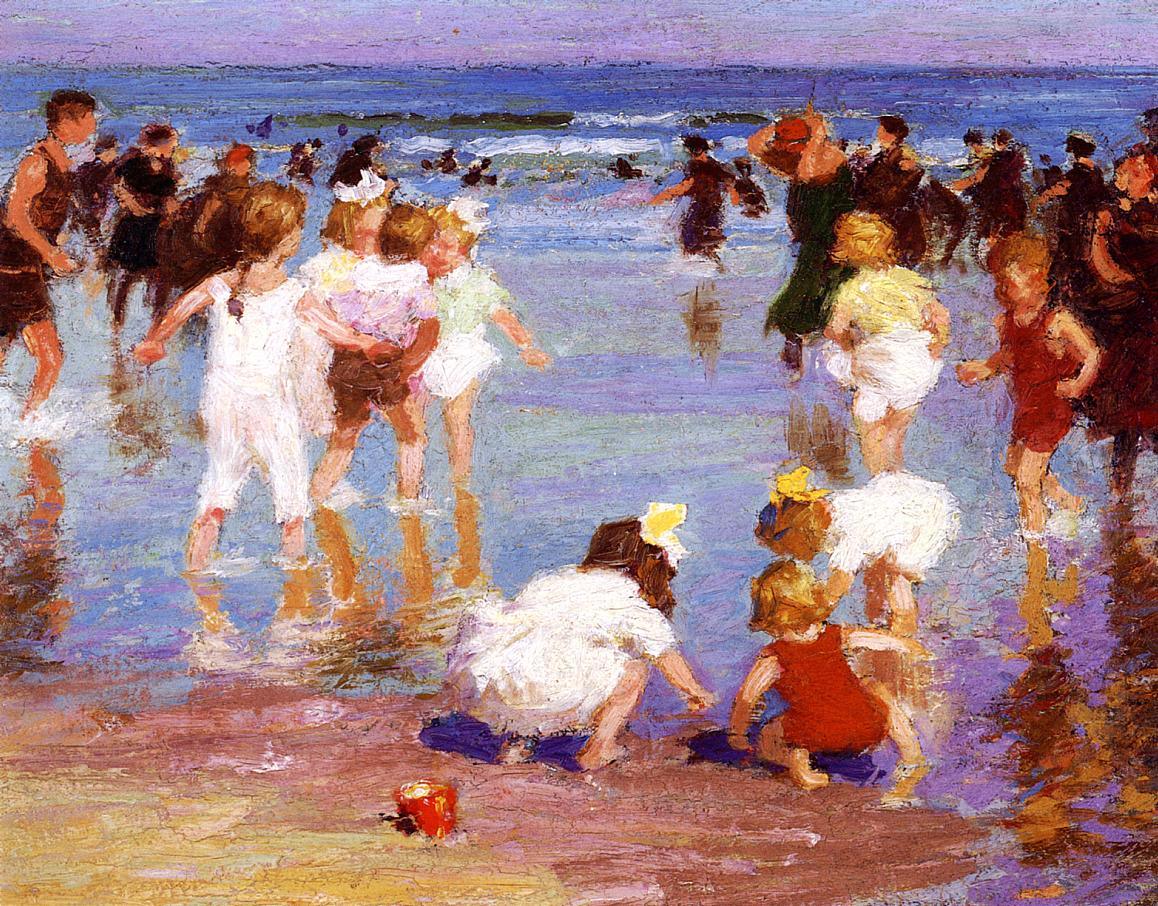
Edward Henry Potthast Happy Days, óleo sobre tabla, c. 1910 – 1920
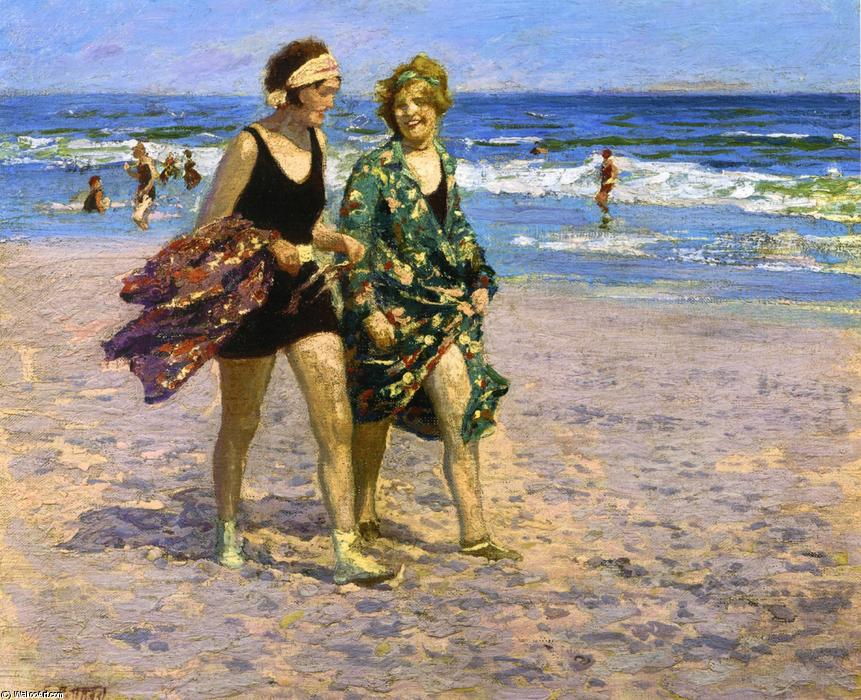
Edward Henry Potthast - Blonde and Brunette
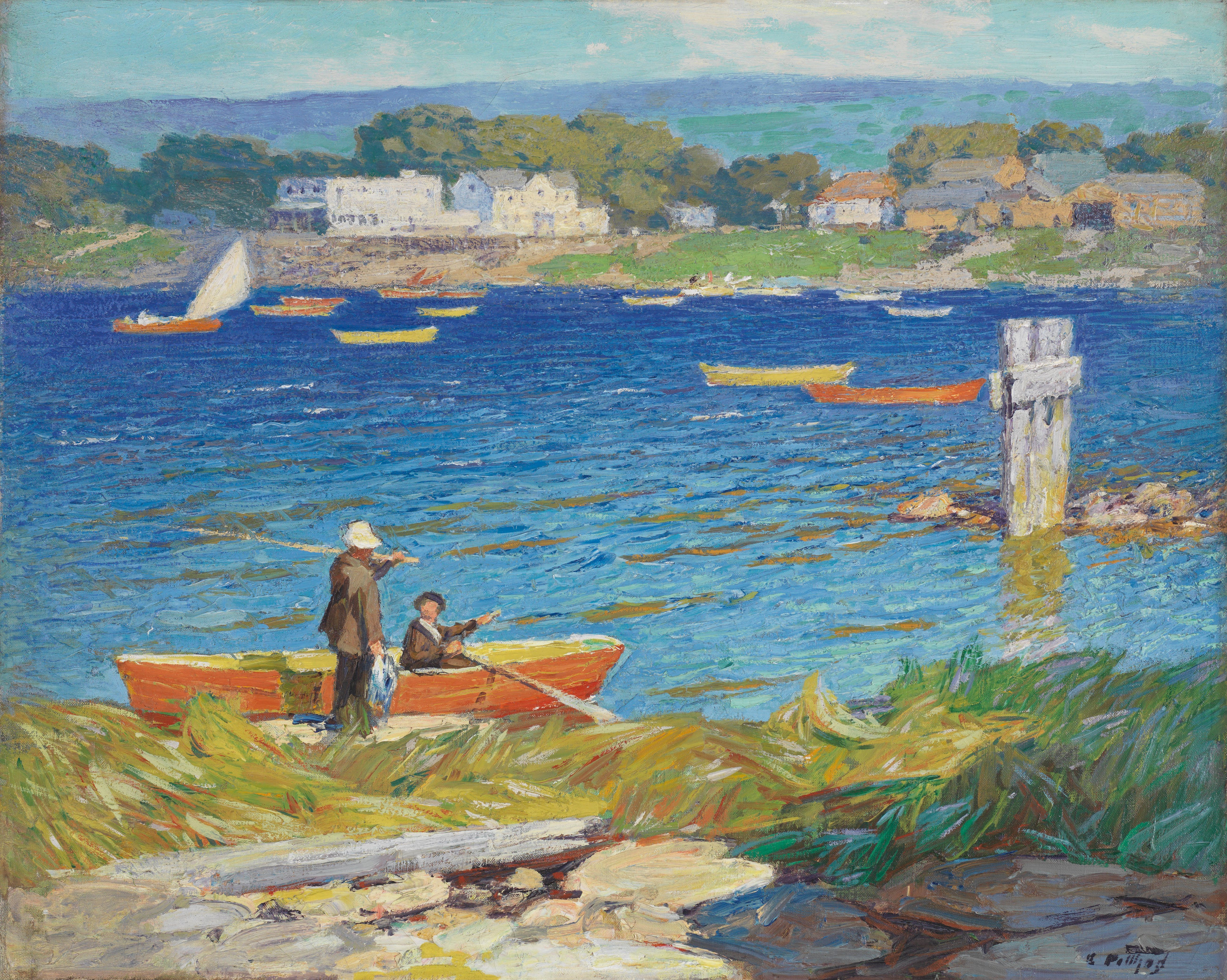
Edward Henry Potthast - A Day's Fishing
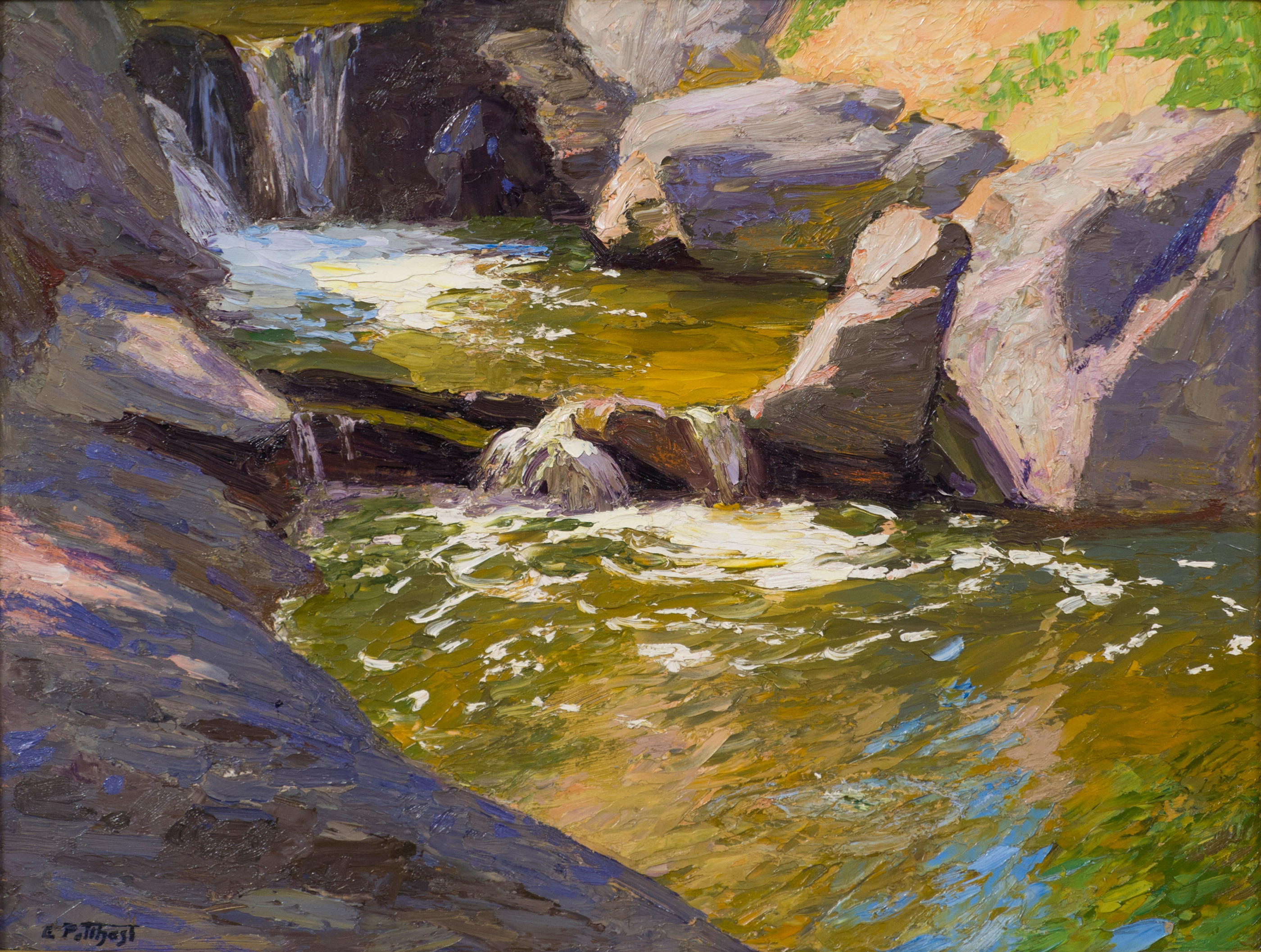
The Waterfall by Edward Henry Potthast
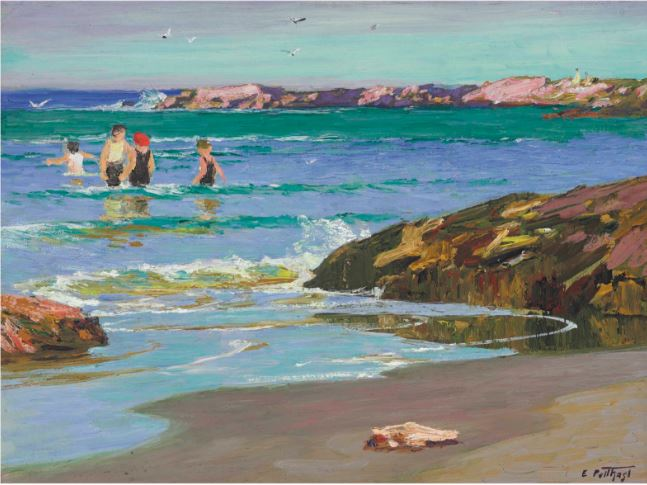
Edward Henry Potthast - Low Tide
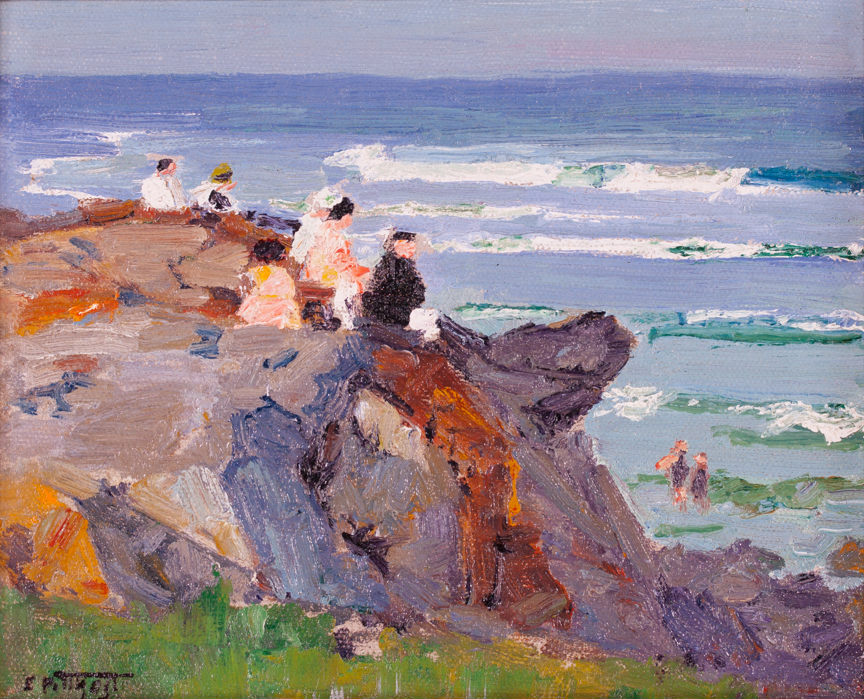
By the New England Seashore, by Edward Henry Potthast
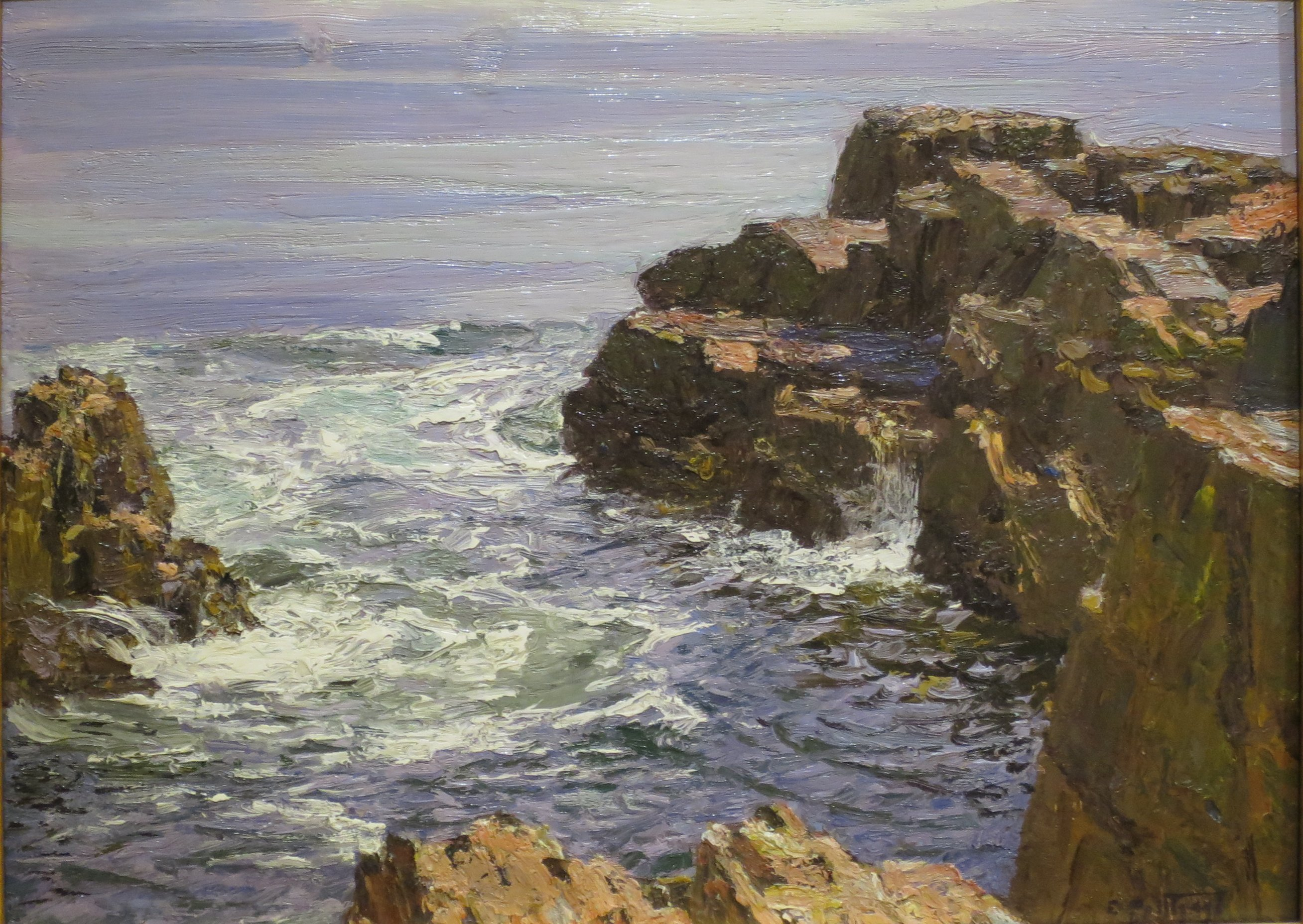
'The Breaking Wave' by Edward Henry Potthast, El Paso Museum of Art
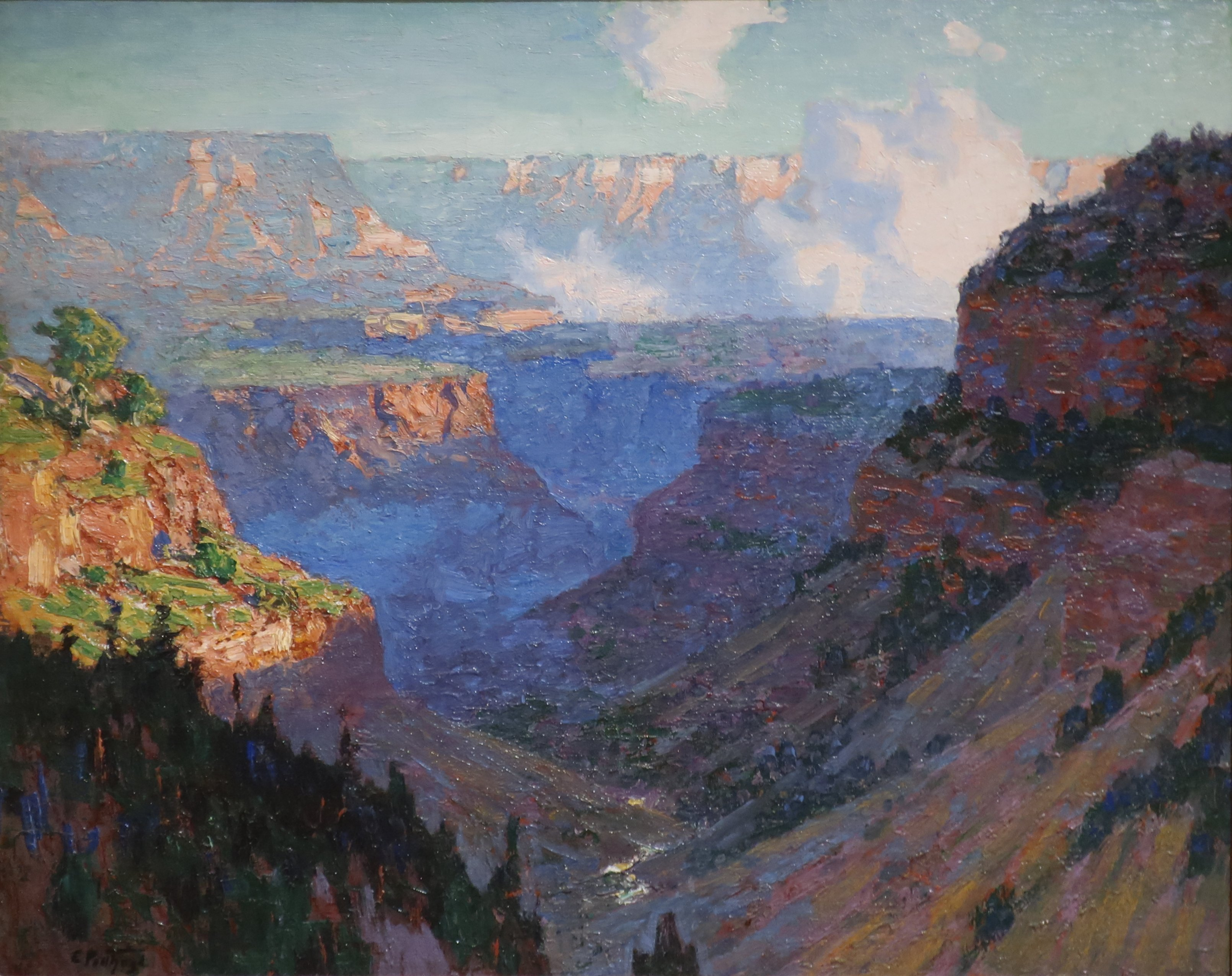
Looking across the Grand Canyon by Edward Henry Potthast
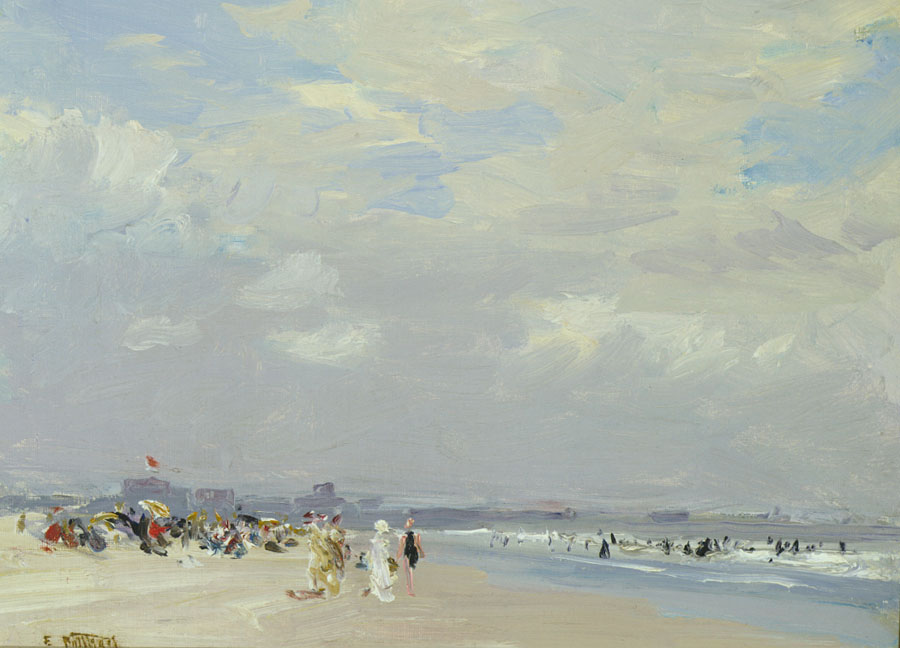
Rockaway Beach by Edward Henry Potthast, c 1910